# Christian Redl (Taucher)
Christian Redl (* 21. April 1976 in Korneuburg) ist ein österreichischer Apnoetaucher und Autor. Er stellte bis 2013 insgesamt neun Weltrekorde in alternativen Disziplinen des Freitauchens auf, von denen er aktuell noch drei Weltrekorde hält.

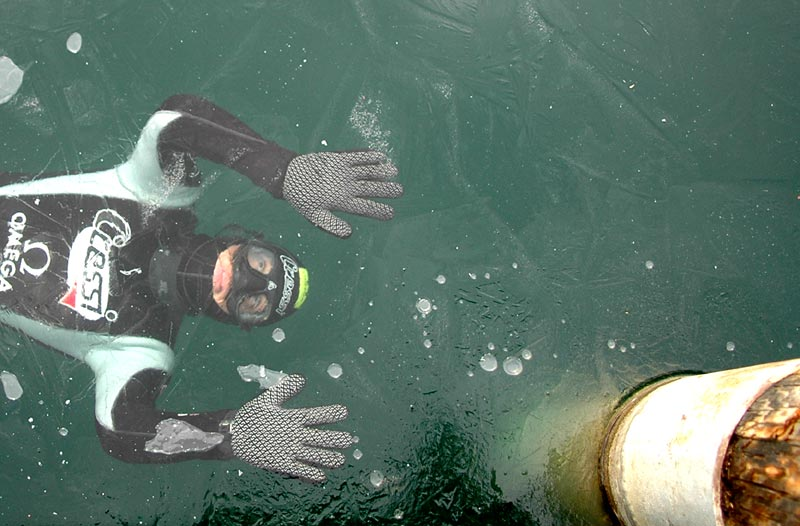
Christian Redl unter Eis

## Rekorde

### 1998
Bereits 1998, im Alter von 22 Jahren, stellte Redl bei den Freitauch-Weltmeisterschaften in Sardinien mit 4:50 Minuten im Zeittauchen einen österreichischen Rekord auf.

### 2003
Den ersten Weltrekord stellte Christian Redl im Februar 2003 am Weissensee in Kärnten auf, bei dem er mit Hilfe von Flossen eine 90 Meter lange Strecke (in 90 Sekunden) unter einer geschlossenen Eisdecke zurücklegte. Bei diesem Rekord verbesserte er die bestehende Bestmarke des Italieners Nicola Brischigiaro um 5 Meter. Am selben Tag stellte er einen weiteren Weltrekord auf, bei dem er 150 Meter mit einem Scooter unter einer geschlossenen Eisdecke tauchte. Bei diesem Rekord verbesserte er den abermals von Nicola Brischigiaro gehaltenen Rekord um 50 Meter.

### 2006
Im September 2006 stellte er einen Weltrekord im Streckentauchen in einer Höhle auf. Bei diesem Rekord legte er eine Strecke von 101 Metern in einer Höhle in Mexiko zurück. Während des Freitauchens in einer Höhle hat der Taucher nicht die Möglichkeit aufzutauchen. Dieser Rekord wurde im November 2010 von Carlos Coste mit 150 Metern um 49 Meter überboten.

### 2007
Im September 2007 stellte Redl einen weiteren Rekord in einer Höhle in Mexiko auf. Bei diesem Rekord handelte es sich um einen Tieftauchrekord mit konstantem Gewicht, bei dem er auf eine Tiefe von 60 Metern tauchte. Dadurch, dass die Höhle ab der Hälfte in einem 30-Grad-Winkel nach unten führt, musste er bei diesem Rekord eine Strecke von 70 Metern zurücklegen, um die maximale Tiefe zu erreichen.

### 2008
Im November 2008 stellte Redl erneut einen Weltrekord im Tieftauchen in einer Höhle (Cenote) auf der mexikanischen Halbinsel Yucatán auf, dieses Mal in der Disziplin Variables Gewicht. Redl tauchte bei diesem Rekord in der tiefsten bis dato bekannten Höhle und musste, um auf die maximale Tiefe von 71 Metern (2:20 Minuten) zu gelangen, eine Strecke von 120 Metern zurücklegen. Dies gelang ihm, indem er sich mit Hilfe eines Gewichtes an schrägen Seilen nach unten ziehen ließ.

### 2009
Im März 2009 verbesserte Redl seine persönliche Bestmarke von 90 Meter im Streckentauchen unter Eis auf 93 Meter und stellte damit einen weiteren Weltrekord auf. Redl wollte ursprünglich bei diesem Rekord 100 Meter weit tauchen, die schlechten Wetterbedingungen verhinderten dies.

### 2010
Im Februar 2010 legte Redl als erster Mensch mit Hilfe von Flossen eine Strecke von 100 Metern (in 1:12 Minuten) unter einer geschlossenen Eisdecke zurück. Dieser Rekord wurde im Januar 2011 durch Nik Linder überboten. Die neue Bestmarke beträgt 108 m.

### 2011
Im Februar 2011 startete Redl einen erneuten Weltrekordversuch am Weissensee in Kärnten in der Disziplin Variables Gewicht unter Eis. Er tauchte mit Hilfe eines Gewichtes auf eine Tiefe von 61 Meter (in 1:51 Minuten) und tauchte aus eigener Kraft wieder auf. Dies war sein 8. Weltrekord. Dieser Tauchgang ist bis heute (2011) auch der tiefste Freitauchgang unter Eis.

### 2012
Im Oktober 2012 stellt Redl mit dem „höchstgelegenen“ Freitauchgang, auf 5160 m im höchsten der sechs Gokyo-Seen in Nepal / Himalaya, einen neuen Weltrekord auf. Dabei schafft es Redl über 2 Minuten (STA) die Luft anzuhalten. Die besondere Herausforderung bei diesem Rekord liegt in der Höhenlage des Wasserspiegels des Sees.

## Aktuelle Weltrekorde
Aktuell ist Christian Redl Weltrekordhalter in folgenden (nicht offiziell anerkannten) Disziplinen:
- Tieftauchen mit verschiedenen Hilfsmitteln in einer Höhle: 71 m (2008)
- Tiefster Apnoe-Tauchgang unter Eis mit Variablem Gewicht: 61 m (2010)
- Höchstgelegener Apnoe-Tauchgang (Statik): 2 Minuten auf 5160 m (2012) (Laut orf.at über 3 Minuten im sechsten Goyko-See.[7])

## Freitauchsport

### Kurse
Christian Redl ist zertifizierter Apnoe-Tauchlehrer der Verbände CMAS und PADI und ISE und hält regelmäßig Apnoe-Kurse, in Kooperation mit lokalen Tauchbasen und Vereinen in Deutschland, Österreich und Ägypten. In den Kursen will Christian Redl den Schülern sowohl theoretische als auch praktische Ansätze des Freitauchens wie, Atemtechniken, Entspannungstechniken, Rettungstechniken Strecken- und Tieftauchen beibringen. Die Kursteilnehmer werden über mögliche Risiken des Freitauchens aufgeklärt. Dank seiner Initiative hat PADI nun auch den Apnoe-Bereich in seine Ausbildung aufgenommen und bietet dort den PADI Freediver und PADI Advanced-Freediver als Brevet an. Seit 2013 führt er für den internationalen technischen Tauchverband InnerSpace Explorers auch spezielle Seminare für technische Taucher durch.

### Eishockey unter Eis
Christian Redl ist der Initiator der Weltmeisterschaft im Eishockey unter Eis, die am 25. Februar 2007 am Weissensee in Kärnten zum ersten Mal stattfand und an der 8 Nationen (Österreich, Deutschland, Finnland, Holland, Slowenien, Tschechien, Slowakei und Polen) teilnahmen. Beim Eishockey unter Eis werden die Tore verkehrt (auf den Kopf gestellt) unter dem Eis befestigt und ein Spielfeld mit den Maßen 8 × 6 Meter markiert. Pro Mannschaft spielen zwei Spieler gegeneinander, die mit einem Taucheranzug, Maske, Flossen und einem Eishockeyschläger ausgestattet sind. Ziel des Spieles ist es einen Puck aus Styropor, so oft wie möglich ins gegnerische Tor zu schießen. Zum Atmen werden Löcher außerhalb des Spielfeldes in die Eisdecke geschnitten. Die Spieldauer eines Drittels beträgt 10 Minuten.
Vom 15. bis 16. Februar 2013 fand die Weltmeisterschaft im Eishockey unter Eis zum zweiten Mal statt. Austragungsort war abermals der Weissensee in Kärnten.

### TV-Auftritte
Einige von Redls Rekorden wurden von der Fernsehsendung Galileo (Pro7) begleitet, er wurde auch zur Latenight-Show TV-Total (Pro7) von Stefan Raab und mehrfach zur ZDF-Sendung Johannes B. Kerner eingeladen. Weiters war Christian als Stuntman für Unterwasseraufnahmen in Fernsehsendungen wie Medicopter 117 oder Küstenwache im Einsatz.

## Auszeichnungen
Christian Redl erhielt am 10. Oktober 2014 für seine zahlreichen und außergewöhnlichen Rekorde den „X-Award“. Dieser wurde in diesem Jahr erstmals von Franz Müllner speziell für österreichische Extremsportler ins Leben gerufen.